# Eupithecia luteonigra
Eupithecia luteonigra es una especie de polilla de la familia Geometridae. La especie fue descrita por primera vez por William Warren habiendo sido descrita en 1902, con distribución en Perú. El holotipo de la especie fue descrita en los alrededores de Cushi, Huanuco, a una altitud de 1900 metros (6233,6 pies).

## Descripción
Las alas anteriores son de color ante, cruzadas oblicuamente por líneas que, en algunos lugares, se oscurecen por escamas negruzcas; la zona costal, por encima de la vena subcostal, siempre permanece de color ante. Las alas posteriores son más blancas, cruzadas por seis líneas curvas más oscuras, marcadas de negro en las venas.